# بيدرو ايريس ماجالهايس
بيدرو ايريس ماجالهايس (بالألمانية: Pedro Ayres Magalhães ) (و. 1959 – م) هو ممثل، وملحن، وموسيقي، وممثل أفلام من البرتغال . ولد في لشبونة .

## روابط خارجية
- بيدرو ايريس ماجالهايس على موقع IMDb (الإنجليزية)
- بيدرو ايريس ماجالهايس على موقع ميوزك برينز (الإنجليزية)
- بيدرو ايريس ماجالهايس على موقع أول موفي (الإنجليزية)
- بيدرو ايريس ماجالهايس على موقع قاعدة بيانات الأفلام السويدية (السويدية)
- بيدرو ايريس ماجالهايس على موقع أول ميوزيك (الإنجليزية)
- بيدرو ايريس ماجالهايس على موقع ديسكوغز (الإنجليزية)
- بيدرو ايريس ماجالهايس على موقع قاعدة بيانات الفيلم (الإنجليزية)
- بيدرو ايريس ماجالهايس على موقع كينوبويسك (الروسية)